# Contea di Hartley
La contea di Hartley in inglese Hartley County è una contea dello Stato del Texas, negli Stati Uniti. La popolazione al censimento del 2010 era di 6 062 abitanti. Il capoluogo di contea è Channing. La contea è stata creata nel 1876 ed in seguito organizzata nel 1891. Il suo nome deriva da Oliver C. Hartley e da suo fratello, Rufus K. Hartley, due dei primi legislatori e avvocati texani.

## Geografia fisica
| Anno | Popolazione | ±%     |
| ---- | ----------- | ------ |
| 1880 | 100         |        |
| 1890 | 252         | 152.0% |
| 1900 | 377         | 49.6%  |
| 1910 | 1,298       | 244.3% |
| 1920 | 1,109       | −14.6% |
| 1930 | 2,185       | 97.0%  |
| 1940 | 1,873       | −14.3% |
| 1950 | 1,913       | 2.1%   |
| 1960 | 2,171       | 13.5%  |
| 1970 | 2,782       | 28.1%  |
| 1980 | 3,987       | 43.3%  |
| 1990 | 3,637       | −8.8%  |
| 2000 | 5,537       | 52.2%  |
| 2010 | 6,062       | 9.5%   |

Secondo l'Ufficio del censimento degli Stati Uniti d'America la contea ha un'area totale di 1463 miglia quadrate (3790 km²), di cui 1462 miglia quadrate (3790 km²) sono terra, mentre 1,2 miglia quadrate (3,1 km², corrispondenti allo 0,08% del territorio) sono costituiti dall'acqua.

### Strade principali
- U.S. Highway 54
- U.S. Highway 87
- U.S. Highway 385
- State Highway 354

### Contee adiacenti
- Dallam County (nord)
- Moore County (est)
- Oldham County (sud)
- Quay County (sud-ovest)
- Union County (nord-ovest)

## Amministrazione
Il Texas Department of Criminal Justice gestisce il carcere Dalhart Unit in una zona non incorporata nella contea, vicino, come suggerisce appunto il nome, a Dalhart.